# Marokkanisches Haus

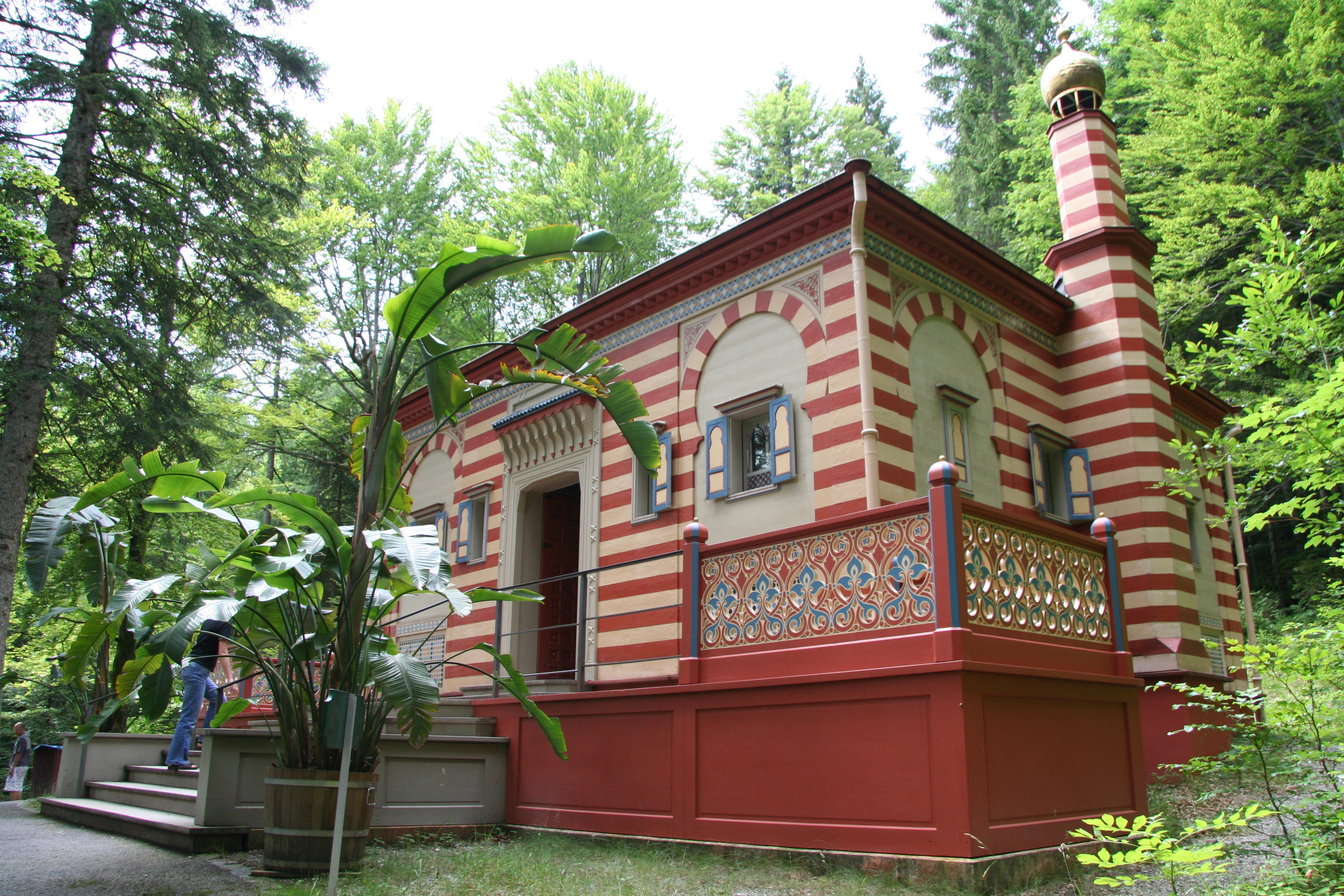
Marokkanisches Haus von außen

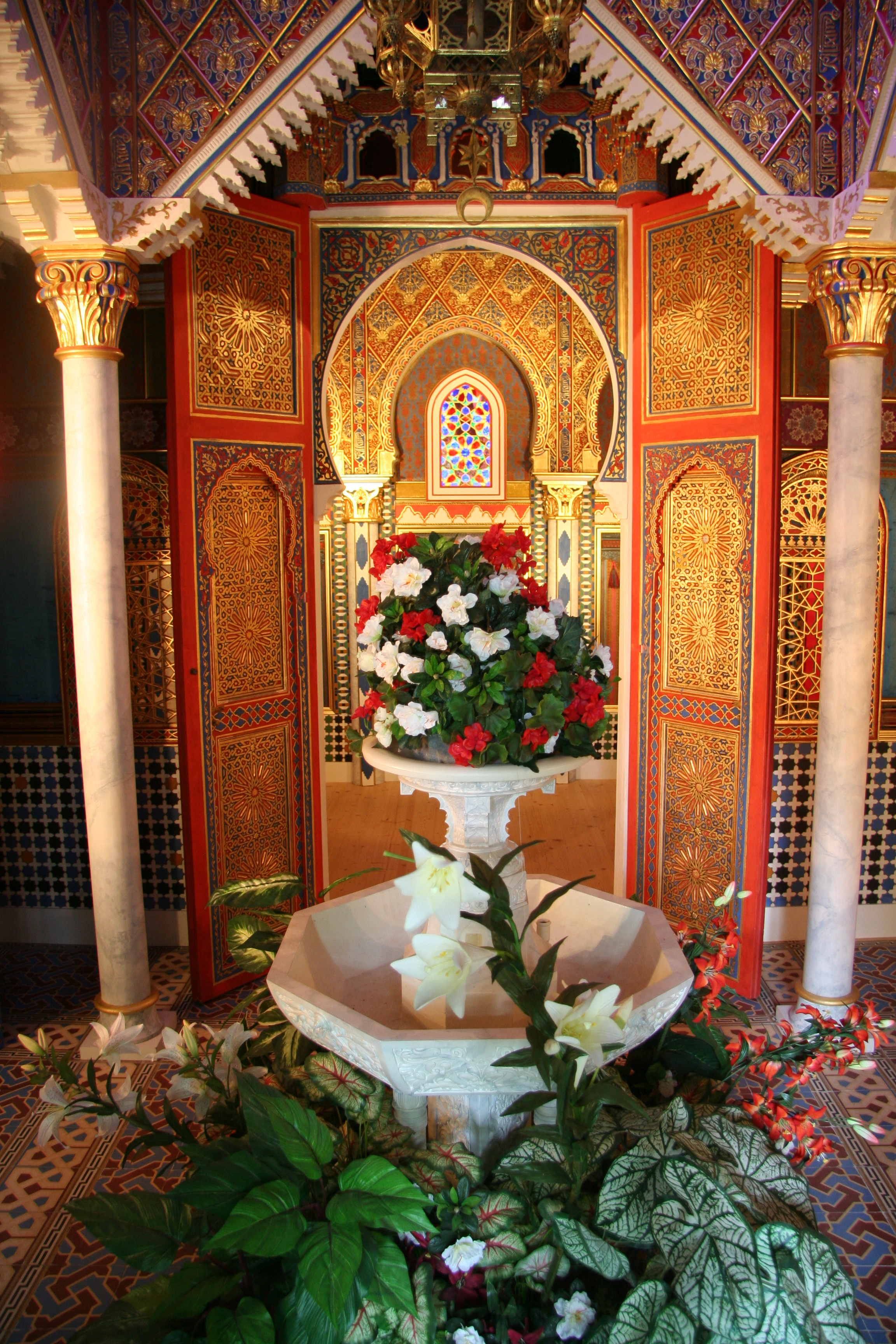
Innenansicht

Das Marokkanische Haus wurde im Auftrag von Ludwig II. auf der Pariser Weltausstellung 1878 käuflich erworben, wo es Teil eines größeren orientalischen Ensembles war.
Am 25. November 1878 erreichten die  Einzelteile Schloss Linderhof, und noch im Dezember wurde das Haus in der Nähe der Hundinghütte, nicht weit von der österreichischen Grenze aufgestellt.
Das Marokkanische Haus wurde danach noch prunkvoll mit reichen Stoffen und Teppichen ausgestattet, außerdem wurden die Fenster verstärkt sowie ein Kamin gemauert. Ein neuer Anstrich der Räume gab dem Haus ein verändertes Aussehen.
Nach dem Tod des Königs wurde das Marokkanische Haus nach Oberammergau an Johannes Diemer verkauft, wo es, nach dessen Tod 1896, in einem Garten langsam verfiel. Im Jahr 1980 wurde das Haus zurückgekauft, sorgfältig restauriert und an einem neuen, näher beim Schloss gelegenen Standort wieder aufgebaut. Seit 1998 steht es im Schlosspark.